# Begonia apayaoensis
Begonia apayaoensis é uma espécie de Begonia.